# Chemiotipo
Con il termine chemiotipo si intende una popolazione di piante o microorganismi che, pur appartenendo alla stessa specie, si differenzia da tutti gli altri membri della specie per la composizione chimica dei metaboliti secondari. Piccole differenze genetiche o epigenetiche che abbiano impatti nulli o quasi sulla morfologia o l'anatomia possono produrre cambiamenti anche importanti sul fenotipo chimico.
Il concetto di chemiotipo riveste particolare interesse nell'ambito dell'aromaterapia, poiché differenti chemiotipi possono avere qualità terapeutiche molto differenti. L'appartenenza di una pianta ad un chemiotipo piuttosto che ad un altro in certi casi può fare la differenza tra un olio essenziale benefico e uno tossico.